# El Senyor de Barrufet
El Senyor de Barrufet (en l'original francès Le Schtroumpfissime) és la novena història de la sèrie d'Els barrufets de Peyo i Yvan Delporte. Va ser publicada per primera vegada des del setembre del 1964 (número 1378) fins al maig del 1965 (número 1414) a la revista setmanal Spirou, i a continuació l'any 1965 durant el segon àlbum de la sèrie, titulat també Le Schtroumpfissime, amb la història Barrufonia en do (Schtroumpfonie en ut). S'hi escenifica el poble dels Schtroumpfs que, durant l'absència del Gran Barrufet (Grand Schtroumpf), vota per escollir un cap. Una vegada accedeix al poder, el Senyor de Barrufet posa en marxa una dictadura militar, mentre els barrufets rebels lluiten en secret contra ell.
Aquesta història és una crítica ferotge de la democràcia representativa, acusada de fer accessible el poder als individus més demagogs, que són els qui s'afanyen per trair el poble un cop elegits col·lectivament. L'humor hi és molt present, sobretot el gag de repetició del regal explosiu del Barrufet bromista, que apareix per primera vegada en aquesta història i esdevé més endavant un element recurrent a la sèrie. Permet també d'introduir molts personatges recurrents a les següents històries dels barrufets.
Traduïda al català per primera vegada per Anxaneta el 1970, va esdevenir la primera traducció en qualsevol llengua d'aquesta obra i el primer àlbum dels barrufets publicat mai a Espanya. Posteriorment, va ser reeditat per Ediciones Junior l'any 1983 i, dues dècades més tard, també per Planeta DeAgostini el 2006.

## Univers

### Sinopsi
El Gran Barrufet abandona el poble dels barrufets a la recerca de l'ingredient que falta per acabar una poció. En la seva absència, aquests humanoides decideixen votar per triar un líder. Un Barrufet espavilat manipula els altres per guanyar les eleccions. Un cop al poder, pren el títol de Senyor de Barrufet i progressivament imposa la seva dictadura. La tensió augmenta al poble, fins al punt que bona part dels barrufets fugen al bosc per instal·lar-hi un campament i organitzar la lluita contra el Senyor de Barrufet. Mentre el poble, fortificat pel seu dictador, és assaltat pels seus oponents i el mateix Senyor Barrufet es veu envoltat. El Gran Barrufet torna i renya a tots els barrufets, tornant el seu poble a la normalitat.

### Personatges
1. El Senyor de Barrufet és un barrufet com els altres abans de la seva elecció al capdavant del poble. No torna a aparèixer en històries posteriors, probablement reprèn el seu rang com a simple barrufet,[6] tot i que el seu nom s'esmenta dues vegades, a Els Barrufets Olímpics i Els Barrufets Policies.
2. El barrufet de les ulleres és un dels personatges més destacats d'aquesta història. Primer candidat moralitzant contra el futur Senyor de Barrufet, esdevé el seu primer suport un cop validades les eleccions. Continua canviant de bàndol a partir d'aleshores, fins que acaba a la presó des de la vint-i-dosena pàgina, tot i el darrer canvi desesperat de jaqueta en el moment de la seva detenció. Passa la resta de la història pensant que els barrufets rebels vindran a alliberar-lo i el consideraran un heroi i un màrtir, però res d'això passa i la seva alliberació no és per un acte de ningú.[7]
3. El Barrufet Pocatraça, encara que mai no es fa referència a aquest nom al llarg de la història, fa diverses aparicions. És l'únic que vota el Barrufet amb ulleres a les eleccions i després s'uneix als rebels sense comprendre mai completament la situació. Per una vegada, s'aplica a fer exactament el que li demanava un altre Barrufet (en aquest cas, el futur Senyor de Barrufet, que, a través del maquiavel·lisme, esperava que el Pocatraça faria el contrari).
4. El Gran Barrufet fa una breu aparició al principi i al final de la història, és la seva sortida la que causa discòrdia al poble i el seu retorn el que restaura la calma.[6]
5. El Barrufet Rondinaire està en el bàndol dels rebels que s'oposen al Senyor de Barrufet.
6. El Barrufet Forçut és el cap de la guàrdia personal del Senyor de Barrufet. Aquesta és la seva primera aparició a la sèrie.[6]
7. El Barrufet Bromista és empresonat per haver ofert un dels seus regals sorpresa al Barrufet. Es converteix així per als rebels en el símbol del despotisme i l'arbitrarietat del nou líder dels barrufets. Aquesta és la seva primera aparició a la sèrie amb els regals explosius, però la seva segona a l'univers dels barrufets.
8. El Barrufet Músic és nomenat portaveu del Senyor de Barrufet després de les seves eleccions. Aquesta és la seva primera aparició a la sèrie.[6]
9. El Barrufet Presumit, el Barrufet Gandul i el Barrufet Llaminer es troben entre els personatges enganyats per les promeses del Senyor de Barrufet.

## Històric

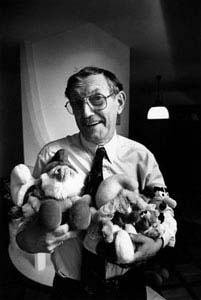
Peyo, l'autor principal de la història.

Quan va començar la publicació de la història l'any 1964, Peyo feia dotze anys que treballava per a Dupuis, de la qual n'era un autor principal. L'èxit va arribar primer amb la sèrie Jan i Trencapins, de la qual ja havia publicat dotze àlbums (dels tretze àlbums publicats durant la seva vida) i en què Els barrufets van fer la seva primera aparició el 1958. Tanmateix, aquesta sèrie havia deixat de ser una prioritat per a Peyo, que aviat només es dedicaria als barrufets, a causa del seu gran èxit. Els elfs blaus viuen les seves primeres aventures durant sis minihistòries, després en dues històries de vint planxes titulades El Barrufet volador i Barrufonia en do. Per a El senyor de Barrufet, Peyo decideix canviar la fórmula: es llança per primera vegada una història dels barrufets de quaranta-quatre pàgines.
La publicació original en francès de Le Schtroumpfissime va començar al número núm. 1378 de la revista Spirou, datada el 10 de setembre de 1964. Però a més de Jan i Trencapins i Els barrufets (que l'ocupaven cada cop més), també feia les sèries Benet Tallaferro, Poussy i Jacky et Célestin. A més, durant aquest període, el telèfon de Peyo no deixava de sonar per encàrrecs publicitaris, que l'autor acceptava majoritàriament. Aleshores hi dedicava bona part dels seus dies, abandonant així l'elaboració d'històries pròpies. De fet, massa ocupat amb el marxandatge durant el dia, era sobretot al final de la tarda i al vespre que dibuixava El Senyor de Barrufet i les seves altres sèries. Per fer front a aquesta gran càrrega de treball, Peyo va contractar tot un equip (que es comparava amb un "petit estudi") per ajudar-lo amb els seus diferents projectes. I van ser, per tant, aquests ajudants els que van prendre el relleu del mestre per dibuixar els decorats, de vegades fins a les dues o tres de la matinada. Però a diferència d'altres dibuixants, com Jijé per exemple, especialistes com Hugues Dayez no consideren que Peyo contractés joves per formar-los. Ell mateix va declarar que més aviat esperava que l'ajudessin i el fessin progressar en la seva feina. Així, quan un dibuix no era adequat, Peyo (únic mestre i decisor de les opcions artístiques) es conformava a assenyalar-ho sense donar cap explicació, deixant els seus ajudants davant d'un fet consumat i sols davant l'obra a refer.
No obstant això, a causa del retard acumulat, Peyo de vegades es veia obligat a acceptar pàgines de mala gana. Aquesta sobrecàrrega de treball de Peyo i la seva família també es va fer notar en la freqüència de publicació de la sèrie a Spirou, que ràpidament va passar de dues (el ritme habitual a les històries a seguir del setmanari) a una pàgina per número. La publicació va acabar finalment el 20 de maig de 1965 al núm. 1414 de Spirou.

## L'equip al voltant de Peyo

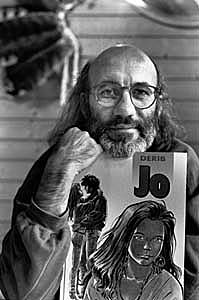
Derib, l'ajudant de Peyo que va contribuir a la història.

Instal·lat al primer pis de la casa que Peyo havia construït a l'avinguda Boetendael, a Uccle, l'equip d'assistents de Peyo estava format pel suís Derib, contractat uns mesos abans per ajudar-lo concretament en Els barrufets, François Walthéry, contractat l'anterior any aconsellat per l'editor Charles Dupuis, i de Gos, un soldat que treballava per a Peyo durant les seves vacances i caps de setmana. A més, per a aquest nou episodi d'Els Barrufets, l'editor d'Spirou, Yvan Delporte, va participar en el desenvolupament de l'argument.
El principal membre de l'estudi per treballar a El Senyor de Barrufet va ser Derib, que va entintar les pàgines esbossades prèviament per Peyo i va dibuixar els decorats. En particular, va crear ell mateix el grafisme del palau del Senyor de Barrufet. Amb motiu d'aquesta col·laboració, Derib va tendir, segons especialistes com Hugues Dayez, a desenvolupar el tret espontani característic de Peyo. En canvi, François Walthéry, que va treballar el relat anterior (Barrufonia en do), no va participar en el desenvolupament d'aquesta història. Efectivament, Peyo considerava que no aconseguia dibuixar correctament l'univers d'Els Barrufets i, per tant, el va dirigir cap a la sèrie Jacky et Célestin. En el moment de la realització de l'episodi, l'equip de Peyo també va intentar redibuixar completament la història El follet del bosc de la sèrie Jan i Trencapins, que data de 1955, però els assajos no van ser concloents i Peyo va jutjar que Derib en aquell moment podia concentrar-se només a El Senyor de Barrufet.
Per la seva part Delporte només s'acredita a la portada de l'àlbum: el seu nom no va aparèixer a la portada, ni quan es va publicar al setmanari. Efectivament, no volia destacar la seva tasca com a guionista des que va escoltar un rumor, corrent pels passadissos de la redacció de la seva revista, segons el qual la condició sine qua non per ser publicat era que el guió el fes ell. Fins aleshores, Yvan Delporte feia un guió per a cada dibuixant que li'n demanava un, però a partir d'aquest moment es limitaria a escriure guions per als seus propers, entre ells Peyo. Segons l'anàlisi d'Hugues Dayez, el toc d'Yvan Delporte es fa sentir fortament en la manera en què s'abusa de l'autoritat a través dels nombrosos gags sobre el tema del poder, en particular a la pàgina nou. Per a l'elaboració del guió, Delporte acudia regularment a l'estudi per a sessions de «remue-méninges» (o pluja d'idees) que, segons els testimonis, estaven marcades per molts esclats de rialles. Tanmateix, el treball entre els dos coguionistes estava molt estructurat: Peyo i Delporte comentaven la història, el primer feia esbossos durant aquesta sessió i el segon prenia notes. Després, al vespre, Yvan Delporte escrivia el guió d'El Senyor de Barrufet a partir del que s'havia dit durant la sessió. En cas de discrepància entre els dos autors, sempre era Peyo qui tenia l'última paraula i, de vegades, Yvan Delporte es veia obligat a reescriure un text diverses vegades si al seu còmplice no li agrada.
Dins de la casa d'Uccle, el despatx d'en Peyo es trobava a la primera habitació, i a la segona, molt més gran, les taules de dibuix dels seus ajudants. Tampoc era estrany veure Yvan Delporte estirat entre les taules al mig de la sala, fumant una cigarreta i mirant el sostre per reflexionar millor sobre l'episodi en curs.

## Anàlisi

### Humor
És en aquesta història que apareixen per primera vegada, a la pàgina cinc, els regals explosius del Barrufet Bromista que ràpidament es va convertir en un dels gags recurrents més coneguts de la sèrie. En aquesta història, es fa burla de la política i el poder; així, a la pàgina set, són els discursos demagògics dels candidats a les eleccions els que es parodien. En dues bafarades i en llenguatge barrufet, totes les frases fetes dels polítics són revisades pel futur Senyor de Barrufet. A la pàgina núm. 13, l'oportunisme és burlat a través del personatge de Barrufet amb ulleres que, després de presentar-se a les eleccions contra el Senyor de Barrufet, es converteix en el seu aliat més fidel. A partir de la pàgina vint-i-dos, es converteix en objecte d'un gag recurrent: empresonat, el Barrufet amb ulleres espera el seu alliberament per part dels rebels, que serà involuntari. Els autors de tant en tant el mostren amb una o dues vinyetes a la seva cel·la, sense dubtar a interrompre una acció en curs per crear un contrast còmic amb aquesta situació que no evoluciona.

### Influència
És molt probable que els autors estiguessin influenciats pels Looney Tunes dels estudis Warner Bros. per crear els regals explosius del Barrufet Bromista. Als curts d'animació de Bugs Bunny o Wile E. Coyote i el Correcamins hi ha moltíssimes trampes explosives. Les aventures de Tintín són, sens dubte, l'altra font d'inspiració de Peyo, que ha reconegut en diverses ocasions ser un gran lector d'Hergé. Aquí, els cigars explosius d'Abdallah a Tintín al país de l'or negre precedeixen els regals del Barrufet Bromista. Una altra influència directa és la trobada secreta de la pàgina dinou amb el present a la història Els cigars del faraó, però si la d'Hergé és seriosa i greu, la de Peyo s'intercala amb gags amb un Barrufet d'ulleres reconeixible malgrat la seva màscara i un altre Barrufet que no entén res (el Barrufet Pocatraça) i fa preguntes no relacionades amb la situació.
El tema de la campanya va ser tractat uns anys abans, el 1958, per Morris i René Goscinny a la història Lucky Luke contre Joss Jamon, on Lucky Luke s'enfronta electoralment a la banda de Joss Jamon a la ciutat de Frontier City. El Senyor de Barrufet té semblances amb aquesta història. Així, una escena és comuna a ambdues històries: la dels mítings dels dos candidats, un dels quals és multitudinari (la de Joss Jamon i la del futur Senyor de Barrufet, la primera obligant els habitants per la força i l'altra prometent suc de gerds) mentre només una persona assisteix a l'altra (la de Lucky i la del Barrufet amb ulleres). Per permetre l'efecte còmic, les vinyetes dels dos contes estan retallades i emmarcades en pla contra picat de la mateixa manera.
Els rebels al bosc estan inspirats en Robin Hood i la seva colla amagada al bosc de Sherwood. A la pàgina vint-i-sis, un barrufet rebel vigila en un arbre l'arribada dels homes del Senyor de Barrufet. Es tracta d'una picada d'ullet a la pel·lícula Les aventures de Robin Hood que es va estrenar l'any 1946 a Bèlgica, on els companys de Robin Hood, Little John i Frare Tuck, esperen el xèrif de Nottingham i les seves tropes. Peyo reconeix més tard haver vist aquesta pel·lícula en la seva joventut i estar «marcat permanentment».
Peyo també s'inspira en les seves pròpies creacions. Així, la pàgina vint-i-vuit que veu els guàrdies del Senyor de Barrufet seguint senyals que indiquen que el camp rebel no està en la direcció indicada recorda la història de 1959 El lladre de barrufets. En aquesta història, els barrufets segueixen senyals cap a un camp de zarzaparelles que en realitat és un parany de Gargamel. A El Senyor de Barrufet, el gag varia i els rètols diuen que no els segueixin, però per contradicció els guàrdies i el Senyor de Barrufet els segueixen i cauen en el parany dels rebels, ja que condueixen directament a un rierol amb un rètol final on està marcat «Ja us havíem barrufat. HA! HA! HA!» Aquesta peripècia també està inspirada en els curts d'animació de Disney amb l'ànec Donald o Goofy. No és estrany que Peyo llogui dibuixos animats per mostrar-los al seu estudi. De la mateixa manera, durant la batalla final, es pot veure un barrufet mossegant un altre barrufet tal com succeeix a Els barrufets negres.
Peyo ret homenatge a Pierre Cambronne utilitzant un «Barrufet!!» com a resposta llançada pel Senyor de Barrufet a una ordre de rendició.

### Obra antidemocràtica segons el polèmicPetit livre bleu
En el seu Petit livre bleu, publicat l'any 2011, l'autor Antoine Buéno intenta analitzar la societat d'aquests menuts humanoides comparant-la especialment amb l'Alemanya nazi i l'URSS estalinista. La història El Senyor de Barrufet se cita com a exemple per demostrar el caràcter antidemocràtic, fins i tot totalitari, del règim dels barrufets. El personatge del Senyor de Barrufet, per ser elegit, fa promeses més demagògiques les unes que les altres, adaptades al seu interlocutor — encarrega pastissos al Barrufet Llaminer o reduir el temps de treball del Barrufet Gandul —, i va ser escollit sobtadament amb la quasi unanimitat dels vots; només falten els del seu adversari, el Barrufet d'Ulleres, i el Barrufet Pocatraça, que es va resistir a la psicologia inversa del futur Senyor de Barrufet. Un cop al poder, esclavitza el poble pel seu propi benefici — construint el seu palau — i funda una guàrdia per mantenir l'ordre i caçar els rebels amagats al bosc. Finalment, cal el retorn del Gran Barrufet per aturar aquesta farsa i restaurar la societat dels barrufets.
La moral seria, doncs, que les eleccions porten al poder els pitjors dictadors, els que millor saben manipular el poble per obtenir la majoria dels vots i, en definitiva, explotar-lo. Només el poder absolut d'un antic líder, en aquest cas el Gran Barrufet, la legitimitat del qual sembla que es deu a la seva edat, és capaç de mantenir l'ordre en la societat que Peyo defensaria. En el seu llançament, el llibre de Buéno va ser molt criticat: es lamenten, per exemple, els «mètodes pseudocientífics» utilitzats per Buéno i la posada en perspectiva de l'obra de Peyo fora del seu context de producció.

### Estil

#### Grafisme
Segons els especialistes, com Hugues Dayez, una de les peculiaritats del dibuix de Peyo és la presència d'escenes de batalla grans i molt detallades. Ja quan treballava a Jan i Trencapins, diverses històries (sobretot El senyor de Basenhau o La guerra de les 7 fonts) acabaven amb escenes de batalla. En Peyo diria sobre aquest tema «Si no s'entén una pàgina a primera vista, no té sentit dibuixar-la!» A El Senyor de Barrufet, l'escena de la batalla té lloc a la pàgina trenta-set, quan els rebels ataquen el castell del Senyor de Barrufet. No obstant això, escenes d'aquest tipus seran cada cop més rares després a l'obra de Peyo. De fet, trobava que trigava cada cop més a dibuixar-les.
A l'autor li agradava situar el lector en la situació d'un espectador en un teatre. La perspectiva de la història és, doncs, a nivell del sòl, amb la vora del quadrat actuant com a base dels personatges. S'hi afegien objectes (edificis, arbres) per donar una profunditat de camp. Aquest era el pla que Peyo preferia i utilitzava més sovint en les seves històries. Per a representar la perspectiva i afegir les decoracions, els seus ajudants procedien de la mateixa manera que ell, és a dir, a mà alçada, sense cap precaució prèvia quant a la construcció gràfica de la vinyeta.

#### Narració
Per als seguidors de l'autor, en particular Hugues Dayez, un dels principals talents narratius de Peyo (que trobem al llarg de la seva obra) consisteix en el fet que les escenes d'acció estan plenes de gags subtils que, però, no tallen el flux de la història. Així, per exemple, durant la fugida (pàgina 21): el Barrufet Bromista, que acaba de ser alliberat pels rebels, troba la manera de donar un dels seus regals a un rebel, tot i que estan enmig d'una persecució per escapar dels guàrdies del Barrufet Bromista. De la mateixa manera, el Barrufet amb ulleres que intenta fugir de la guàrdia del Senyor de Barrufet corrent sense mirar cap on va, ensopega i és fet presoner pels guàrdies. Aleshores gira la seva jaqueta una vegada més a favor del Senyor de Barrufet. El ritme de l'acció es manté sostingut, i hom pot apreciar, de totes maneres, tota la subtilesa d'aquest apòleg en forma, en aquest cas, de gag recurrent.
Cada final de pàgina està adornat amb un final penjat (o cliffhanger) per animar el lector a comprar l'Spirou de la setmana següent. Es considera que Peyo destacava en aquest exercici, sovint criticat i no explotat per altres autors. Així, podem detectar-ne algunes de molt explícites al llarg de l'episodi, el més destacable és el crit «Atureu-vos!» (Arrêtez! a l'original) que va aparèixer al final de la pàgina trenta-vuit, fet que va obligar el lector de la revista a esperar una setmana per saber qui ho pronunciava; el lector de l'àlbum només havia de passar pàgina per saber-ho.
Atès que Peyo va abandonar els minirelats pel format llarg, ell i els seus col·laboradors van optar per dividir les pàgines en cinc tires formades per petites vinyetes, permetent així la creació de pàgines més denses. En aquesta història, l'efectivitat de la distribució és especialment evident a la pàgina número nou: es tracta de fet de cinc gags en forma de strips que tenen per tema l'organització i el comportament de les eleccions.
Uns anys més tard, Peyo va incloure una referència a aquesta aventura d'Els Barrufets a la seva sèrie Jan i Trencapins. Un ingredient que el Gran Barrufet anomena «barrufalluïsa» (smurfapiperium a l'original) a la pàgina 1 d'El Senyor de Barrufet (1964) és utilitzat per l'encantador Homnibus, a les pàgines 38 i 43 de El Sortilegi de Malveí (1969) amb el seu nom humà (prutapipérium a l'original).

## Publicació

### Revistes
La història es va anunciar al número 1377 de la revista Spirou del 3 de setembre de 1964, amb una doble pàgina que representava els diferents personatges dels barrufets. A continuació, aquesta pàgina es va reeditar com a pòster. Les dues primeres pàgines de Le Schtroumpfissime van aparèixer al número 1378, datat 10 de setembre de 1964, la portada de la qual, emperò, no estava dedicada als petits personatges, sinó a La patrulla dels Castors de Mitacq.
En aquest moment, la meitat de les pàgines de la revista eren en color i l'altra meitat en blanc i negre destacades amb rosa i gris. Les sèries destacades no eren afavorides i una rotació setmanal evitava que la mateixa sèrie aparegués sempre en color. Així i tot, encara que el director Yvan Delporte n'era el guionista, Le Schtroumpfissime apareixia setmana rere setmana en color o en blanc i negre.
La publicació de la història fou lenta, al ritme d'una pàgina setmanal a partir de la quarta setmana, mentre que la majoria de les altres sèries apareixen al ritme de dues pàgines per setmana. Malgrat l'ajuda dels seus ajudants, Peyo va dibuixar lenta i laboriosament, per la qual cosa va trigar més a produir una pàgina que els altres dibuixants. A més, va treballar de vegades fins a tres hores al dia en el marxandatge dels barrufets.
Durant la publicació de la història, la sèrie va aparèixer per primera vegada com a portada de l'especial de Nadal setmanal, prova de la seva nova notorietat. El 17 de desembre de 1964, Els Barrufets van protagonitzar així a la portada del número 1392 amb un gran dibuix desplegable en tres parts sobre paper brillant, que representava un bosc nevat on aquests personatges hi juguen. Per a l'ocasió, Peyo va rebre l'ajuda de Michel Matagne, que també fou l'únic que va signar aquella il·lustració. La col·laboració en qüestió es deu al fet que Peyo no dominava els colors com hauria volgut. La sèrie va aparèixer, novament, en la portada del número 1398 del 28 de gener de 1965, amb un dibuix de Roba que cada setmana s'encarregava de la il·lustració present a la part superior de la portada, amb la meitat inferior ocupada per un gag de la sèrie Sergi Grapes. Per a l'ocasió, Roba va dibuixar un barrufet rebel que afirmava «Il se schtroumpfe quelque chose au villafe schtroumpf!» (traduïble 'alguna cosa es barrufa al poble dels barrufets!'), fet que convidava el lector a llegir la tercera pàgina. En aquell mateix número, també apareixia el referèndum de lectors on se suggeria de jutjar les sèries de la revista, entre elles Els Barrufets. La història feu la tercera i última aparició en la portada de Spirou al número 1405 del 18 de març de 1965, un cop més amb un dibuix de Roba. S'hi distingeix un Barrufet que fuig de perfil, després d'haver pintat en una paret de maó, amb majúscules negres: «À bas le Schtroumpfissime!» ('Avall el Senyor de Barrufet!').
L'any 2006, Le Schtroumpfissime va reeditar a la revista Spirou, del número 3539 al 3546. Per a l'ocasió, la sèrie va aparèixer en la portada del número 3539 amb un dibuix de Peyo.
| Planxa | Número | Pàgines | Data                   |
| ------ | ------ | ------- | ---------------------- |
| 1 i 2  | 1378   | 46 i 47 | 10 de setembre de 1964 |
| 3 i 4  | 1379   | 42 i 43 | 17 de setembre de 1964 |
| 5 i 6  | 1380   | 18 i 19 | 24 de setembre de 1964 |
| 7      | 1381   | 24      | 1 d'octubre de 1964    |
| 8      | 1382   | 50      | 8 d'octubre de 1964    |
| 9      | 1383   | 6       | 15 d'octubre de 1964   |
| 10     | 1384   | 50      | 22 d'octubre de 1964   |
| 11     | 1385   | 50      | 29 d'octubre de 1964   |
| 12     | 1386   | 3       | 5 de novembre de 1964  |
| 13     | 1387   | 51      | 12 de novembre de 1964 |
| 14     | 1388   | 50      | 19 de novembre de 1964 |
| 15     | 1389   | 52      | 26 de novembre de 1964 |
| 16     | 1390   | 50      | 3 de desembre de 1964  |
| 17     | 1391   | 47      | 10 de desembre de 1964 |
| 18     | 1392   | 4       | 17 de desembre de 1964 |
| 19     | 1393   | 3       | 24 de desembre de 1964 |
| 20     | 1394   | 3       | 31 de desembre de 1964 |
| 21     | 1395   | 50      | 7 de gener de 1965     |
| 22     | 1396   | 50      | 14 de gener de 1965    |
| 23     | 1397   | 3       | 21 de gener de 1965    |
| 24     | 1398   | 3       | 28 de gener de 1965    |
| 25     | 1399   | 3       | 4 de febrer de 1965    |
| 26     | 1400   | 46      | 11 de febrer de 1965   |
| 27     | 1401   | 50      | 18 de febrer de 1965   |
| 28     | 1402   | 29      | 25 de febrer de 1965   |
| 29     | 1403   | 2       | 4 de març de 1965      |
| 30     | 1404   | 50      | 11 de març de 1965     |
| 31     | 1405   | 50      | 18 de març de 1965     |
| 32     | 1406   | 50      | 25 de març de 1965     |
| 33     | 1407   | 50      | 1 d'abril de 1965      |
| 34     | 1408   | 9       | 8 d'abril de 1965      |
| 35     | 1409   | 50      | 15 d'abril de 1965     |
| 36     | 1410   | 50      | 22 d'abril de 1965     |
| 37     | 1411   | 50      | 29 d'abril de 1965     |
| 38     | 1412   | 50      | 6 de maig de 1965      |
| 39     | 1413   | 50      | 13 de maig de 1965     |
| 40     | 1414   | 3       | 20 de maig de 1965     |

### Àlbums
La història original Le Schtroumpfissime es va publicar l'any 1965 juntament amb Schtroumpfonie en ut (traduït com a 'Barrufonia en do') a l'àlbum Le Schtroumpfissime. Aquest és un àlbum de tapa dura, una mostra de la popularitat dels barrufets. Aquest àlbum es va reeditar els anys 1973, 1983, 1993 i 2002, sense cap canvi significatiu entre les diferents edicions.
Total va publicar una versió publicitària de la història el 1972, després el 2010 a la col·lecció «L'Été des BD» ('L'Estiu dels còmics'). El 1988, les edicions France Loisirs van llançar un doble àlbum que conté notablement Le Schtroumpfissime. L'any 1993, la història va ser comercialitzada en format de butxaca a la col·lecció Pocket BD de les edicions Dargaud. Un àlbum que conté Le Schtroumpfissime es va publicar també el 2009 a La Collection Schtroumpfs de Sep Cobra editions. L'any 2011, a més, va aparèixer una edició amb comentaris d'Hugues Dayez.

### Integrals
A la dècada de 1980, les edicions Rombaldi van publicar una versió completa anomenada Tout Peyo. La història Le Schtroumpfissime es va publicar en el primer volum, del 1986, juntament amb les històries Els Barrufets negres, El Barrufet volador, El lladre de barrufets, Barrufonia en do i La fam dels Barrufets.

### Traduccions
Le Schtroumpfissime ha tingut diverses traduccions d'àlbums a partir de la dècada de 1970. Aquestes traduccions solen repetir el format de l'àlbum original (per tant, també inclou la història Barrufonia en do), així com la portada. La primera traducció va ser la publicada en català l'any 1970 per Anxaneta, de José Tremoleda Editor. La segueixen les traduccions l'any 1972 en danès, holandès i suec; les traduccions a l'anglès (1977), alemany (1979), italià (1979), castellà (1982) i polonès (1990). L'àlbum també es va publicar en idiomes més llunyans geogràficament com el vietnamita i el xinès, ambdues traduccions del 1996.
| Llengua        | Títol(s)                                                                   | Any            |
| -------------- | -------------------------------------------------------------------------- | -------------- |
| alemany        | Schlumpfissimus, König der Schlümpfe König Schlumpf Der geschlumpfte König | 1979 2001 2008 |
| anglès         | King Smurf                                                                 | 1977           |
| asturià        | L'estrunfísimu                                                             | 2024           |
| català         | El Senyor de Barrufet                                                      | 1970           |
| xinès cantonès | 《藍精靈大王》 (Hong Kong)                                                 | 1996           |
| xinès mandarí  | 《精灵王》 (Xina continental) 《誰是國王？》 (Taiwan)                      | 1996           |
| danès          | Snøvs den Store                                                            | 1972           |
| castellà       | El pitufisimo El rey pitufo                                                | 1982 1999      |
| italià         | Il Puffissimo Il re Puffo                                                  | 1979 2007      |
| japonès        | キングスマーフ                                                             |                |
| neerlandès     | De Smurführer                                                              | 1972           |
| polonès        | Smerf Naczelnik Smerf dyktator                                             | 1990 2007      |
| suec           | Smurfrik Den Store Supersmurfen                                            | 1972 1977      |
| vietnamita     | Điện Hạ                                                                    | 1996           |

### Xifres de vendes
Les edicions Dupuis no comuniquen les seves xifres de vendes, però Philippe Brun, a Histoire de Spirou et des publications Dupuis, revela que, a 31 de desembre de 1980, els vint-i-tres àlbums de Jan i Trencapins i els Barrufets havien venut 6.186.000 exemplars, o 268.956 exemplars comercialitzats de mitjana per cada volum de la sèrie, fet que el va convertir la quarta sèrie més venuda de l'editorial.

## Adaptació
Des de setembre de 1981, Els Barrufets van ser adaptats a dibuixos animats pels estudis estatunidencs Hanna-Barbera Productions. El vuitè episodi d'aquesta sèrie és una adaptació d'El Senyor de Barrufet. Per a l'ocasió, l'escenari es modifica: el Barrufet amb ulleres fa el paper del Senyor de Barrufet i, per tant, s'eliminen tots els gags que l'impliquen. El guionista, Chuck Menville, prefereix mantenir la trama general de la història i uns quants gags, concretament els regals explosius, en lloc de fer una adaptació fidel tot conservant totes les crítiques a la democràcia electiva. Així doncs, la campanya electoral de l'inici de la història es perd pel camí. Aquesta simplificació s'explica pel fet que la sèrie volia adreçar-se a un públic molt jove (atès que s'emetia molt d'hora els dissabtes al matí al canal NBC) i els responsables estatunidencs temien que no entendria el grau de la sàtira política.

## Reconeixement

### Ressenyes
La publicació l'any 2011 de l'edició comentada del Schtroumpfissime d'Hugues Dayez va donar lloc a nombroses cròniques i ressenyes de la història. La majoria van elogiar-la parlant d'«obra mestra» (Actua BD) i en van considerar l'episodi com «un dels millors àlbums de la sèrie» (La Libre Belgique). D'altres, fins i tot la posen en perspectiva al llarg de la història del còmic francobelga: van descriure Le Schtroumpfissime com «una de les millors rondalles polítiques del còmic infantil» (Du9) o fins i tot «un dels àlbums més significatius» (per Auracan.com). Tots van agrair la manera com Peyo i els seus col·laboradors van encertar especialment en la seva apologia a través de l'humor, amb l'objectiu de denunciar l'oportunisme i la dictadura, ambdues provocades per unes eleccions tot i que siguin el màxim de democràtiques. El portal web Actua BD va aclamar-la com un èxit «tant en l'àmbit de l'humor com de paràbola política», Critiqueslibres.com li va atorgar una puntuació de cinc sobre cinc i la va considerar un «àlbum excel·lent» que va comparar amb el llibre La rebel·lió dels animals de George Orwell; per a Sceneario.com aquesta història és «una sàtira efectiva i humorística de la tirania, l'abús de poder i les falses promeses electorals» i, finalment, Auracan.com va titllar Le Schtroumpfissime com una «condemna franca i total de la dictadura».

### Homenatges
Molts escriptors de còmics han dit que van estar influenciats per El Senyor de Barrufet. Lewis Trondheim el lloa per la seva manera de «dessacralitzar el poder», la seva «impertinència» i el seu «humor». El guionista Zidrou el considera un «obra mestra absoluta» i «un dels millors llibres polítics del segle xx».